# Championnats de France d'athlétisme 1966
Navigation
Championnats 1965 Championnats 1967
Les Championnats de France d'athlétisme 1966 ont eu lieu du 22 au 24 juillet 1966 au Stade Yves-du-Manoir de Colombes. Les épreuves combinées se déroulent les 30 et 31 juillet 1966 à Thonon-les-Bains.

## Palmarès
| Discipline        | Hommes               | Hommes         | Femmes            | Femmes       |
| ----------------- | -------------------- | -------------- | ----------------- | ------------ |
| 100 m             | Roger Bambuck        | 10 s 3         | Gabrielle Meyer   | 11 s 6       |
| 200 m             | Roger Bambuck        | 20 s 8         | Gabrielle Meyer   | 24 s 0       |
| 400 m             | Jean-Pierre Boccardo | 46 s 7         | Monique Noirot    | 53 s 8       |
| 800 m             | Maurice Lurot        | 1 min 49 s 7   | Claudette Actis   | 2 min 12 s 7 |
| 1 500 m           | Jean Wadoux          | 3 min 45 s 0   | -                 | -            |
| 5 000 m           | Michel Jazy          | 13 min 49 s 8  | -                 | -            |
| 20 km marche      | Henri Delerue        | 1 h 33 min 4 s | -                 | -            |
| 80 m haies        | -                    | -              | Danièle Gueneau   | 10 s 9       |
| 110 m haies       | Marcel Duriez        | 13 s 9         | -                 | -            |
| 400 m haies       | Robert Poirier       | 50 s 5         | -                 | -            |
| 3 000 m steeple   | Guy Texereau         | 8 min 52 s 8   | -                 | -            |
| Saut en longueur  | Ali Brakchi          | 7,77 m         | Denise Guénard    | 5,91 m       |
| Triple saut       | Eric Battista        | 15,50 m        | -                 | -            |
| Saut en hauteur   | Robert Sainte-Rose   | 2,13 m         | Geneviève Laureau | 1,66 m       |
| Saut à la perche  | Hervé d'Encausse     | 4,90 m         | -                 | -            |
| Lancer du poids   | Pierre Colnard       | 17,69 m        | Claudie Cuvelier  | 14,07 m      |
| Lancer du disque  | Alain Drufin         | 52,44 m        | Marthe Bretelle   | 46,42 m      |
| Lancer du marteau | Guy Husson           | 65,06 m        | -                 | -            |
| Lancer du javelot | Petelo Wakalina      | 74,08 m        | Andrée Malsert    | 47,10 m      |
| Décathlon         | Bernard Castang      | 7 514 pts      | -                 | -            |
| Pentathlon        | -                    | -              | Denise Guénard    | 4 590 pts    |